# Won Ok-im
Won Ok-im (* 9. November 1986) ist eine ehemalige nordkoreanische Judoka. 
Die 1,62 m große Won Ok-im war 2005 Dritte der U20-Asienmeisterschaften im Mittelgewicht. Ab 2006 trat sie im Halbmittelgewicht an, der Gewichtsklasse bis 63 Kilogramm. Bei den Asienspielen 2006 unterlag sie im Halbfinale der Chinesin Xu Yuhua, erkämpfte sich aber eine Bronzemedaille. 2008 verlor sie im Halbfinale der Asienmeisterschaften gegen die Japanerin Rina Kozawa, nach einem Sieg in der Hoffnungsrunde erhielt sie Bronze. Bei den Olympischen Spielen in Peking bezwang Won Ok-im im Achtelfinale die Argentinierin Daniela Krukower und im Viertelfinale die Niederländerin Elisabeth Willeboordse. Nach der Halbfinalniederlage gegen die Französin Lucie Décosse setzte sich die Nordkoreanerin im Kampf um die Bronzemedaille gegen die Österreicherin Claudia Heill durch. 2009 gewann Won Ok-im noch einmal Bronze bei den Südostasienmeisterschaften.